# 죠스 (영화)
《죠스》(Jaws)는 피터 B. 벤츨리(Peter Benchley)가 1974년에 쓴 동명의 소설 《죠스》를 원작으로, 스티븐 스필버그가 감독한 1975년작 스릴러 영화이다. 영화사상 최초로 흥행수익 1억불을 돌파한 작품이며 인플레이션을 감안하면 현재 기준 대략 4억 7천만불에 달하는 엄청난 흥행을 기록한 작품이기도 하다. 스필버그가 세계적으로 영화감독으로서의 역량을 인정받게 되는 기념비적인 작품으로서, 기존의 인간 중심으로 이루어진 악당과는 달리 동물이 사람보다 훨씬 집요하고 포악한 악당이 될 수 있다는 점에서 상당히 독특하고 신선한 충격을 준 작품이기도 하다. 배우 로이 샤이더는 이 영화로 유명해졌다. 스필버그의 영화에 줄곧 음악가로 활동하는 존 윌리엄스의 영화음악도 제 48회 아카데미 시상식 3개 부문을 수상했다.
죠스는 영화 역사의 분수령으로 여겨지는 여름 블록버스터의 전형이었고 음악과 편집으로 여러 상을 받았다. 1977년 스타워즈가 개봉되기 전까지 가장 높은 수익을 올린 영화였다. 두 영화 모두 여름 동안 수천 개의 극장에서 개봉되고 대대적인 광고를 하며 액션과 모험 영화를 개봉시켜 높은 흥행 수익을 추구하는 현대 할리우드 비즈니스 모델을 확립하는데 중추적인 역할을 했다. 죠스 이후 세 편의 속편 (스필버그나 벤치의 관여 없이)과 많은 모방 스릴러들이 뒤따라 제작되었다. 2001년, 미국 의회도서관에서 "문화적으로, 역사적으로 또는 미적으로 중요한" 영화로 선정되어 미국 국립영화등기부에 보존되었다.

## 줄거리
뉴잉글랜드의 해변 마을 아미티 섬에서 한 젊은 여인이 늦은 밤 바다 수영을 하러 나간다. 보이지 않는 힘이 그녀를 공격하고 물속으로 끌어당긴다. 그녀의 일부 유해가 다음 날 아침 해변에 밀려와 발견된다. 검시관이 상어 공격이라고 결론 내린 후, 아미티 경찰서장 마틴 브로디는 해변을 폐쇄한다. 래리 본 시장은 마을의 여름 경제가 타격을 입을까 봐 그에게 재고하도록 설득한다. 검시관은 압력을 받았는지 이제 보트 사고였다는 시장의 이론에 동의한다. 브로디는 붐비는 해변에서 어린 알렉스 킨트너가 죽을 때까지 마지못해 그들의 결론을 받아들인다. 상어에 3,000달러의 현상금이 걸려 아마추어 상어 사냥 열풍이 불어닥친다. 괴짜 지역 상어 사냥꾼 퀸트는 10,000달러에 자신의 서비스를 제안한다. 해양학자 맷 후퍼는 여인의 유해를 검사하여 그녀가 비정상적으로 큰 상어에게 죽임을 당했음을 확인한다.
지역 어부들이 뱀상어를 잡자 본 시장은 해변이 안전하다고 선언한다. 회의적인 후퍼는 상어를 해부하고 위에서 인간의 유해를 찾지 못하자 살인 상어가 여전히 활동 중이라고 결론 내린다. 후퍼의 보트에서 밤바다를 수색하던 후퍼와 브로디는 지역 어부 벤 가드너의 반쯤 가라앉은 보트를 발견한다. 후퍼는 스쿠버 장비를 착용하고 보트의 선체를 확인하러 물속으로 들어가 큰 상어 이빨이 박혀 있는 것을 발견한다. 그는 가드너의 잘린 머리를 마주친 후 이빨을 떨어뜨린다. 본 시장은 백상아리가 죽음을 초래했다는 브로디와 후퍼의 주장을 일축하고 해변 폐쇄를 거부하며, 단지 안전 예방 조치만 강화하도록 허용한다. 독립기념일 주말에 관광객들이 해변을 가득 메운다. 상어는 근처 석호로 들어와 보트 타는 사람을 죽이고 브로디의 아들 마이클을 거의 죽일 뻔하여 마이클은 쇼크로 입원한다. 브로디는 죄책감에 시달리는 본 시장을 설득하여 퀸트를 고용한다.
퀸트와 후퍼 간의 초기 긴장과 브로디의 바다에 대한 두려움에도 불구하고, 세 사람은 퀸트의 보트 오르카를 타고 상어를 사냥하러 바다로 향한다. 브로디가 미끼 라인을 깔자 상어가 갑자기 보트 뒤에 나타난다. 퀸트는 상어가 25 피트 (7.6 m) 길이에 3 tonne (3.0 롱톤; 3.3 쇼트톤) 무게라고 추정하며 부유 배럴에 연결된 줄로 상어를 작살로 쏜다. 그러나 상어는 그것을 물속으로 끌고 사라진다.
밤이 되자 퀸트와 후퍼는 술에 취해 각자의 몸에 난 흉터에 대한 이야기를 나눈다. 퀸트의 흉터 중 하나는 제거된 문신이다. 그는 제2차 세계 대전 중 USS 인디애나폴리스 침몰에서 살아남았으며, 그 동안 상어들이 많은 미군 수병들을 죽였다고 밝힌다. 상어가 돌아와 보트 선체를 들이받아 전력을 차단한다. 그들은 밤새도록 엔진을 수리한다. 아침에 브로디는 해안경비대에 전화하려고 하지만, 상어를 외부의 도움 없이 죽이는 것에 집착하는 퀸트는 라디오를 부순다. 오랜 추격 끝에 퀸트는 또 다른 배럴로 상어를 작살로 쏜다. 줄은 선미 끈에 묶여 있지만, 상어는 보트를 뒤로 끌고 가서 갑판을 물에 잠기게 하고 엔진실을 침수시킨다. 퀸트가 보트의 트랜섬을 구하기 위해 줄을 끊으려 할 때 끈이 부러진다. 배럴은 상어에 붙어 있다. 브로디의 안도 속에 퀸트는 상어를 더 얕은 물로 유인하기 위해 오르카를 해안 쪽으로 빠르게 몰지만, 손상된 엔진이 고장 난다.
보트가 물에 잠기자 세 사람은 더 위험한 접근 방식을 시도한다. 후퍼는 잠수복을 입고 상어 방어용 우리에 들어가 피하창을 통해 스트리크닌을 상어에게 치사량으로 주사할 작정이다. 상어가 우리를 공격하여 후퍼가 창을 떨어뜨린다. 상어가 우리를 파괴하는 동안 후퍼는 해저로 탈출한다. 상어가 보트의 선미로 뛰어 올라 퀸트를 삼킨다. 가라앉는 배에 갇힌 브로디는 스쿠버 탱크를 상어의 입에 꽂고, 까마귀 둥지로 올라가 소총으로 탱크를 쏜다. 그 결과로 일어난 폭발로 상어가 죽는다. 후퍼가 다시 떠오르고, 그와 브로디는 남아있는 배럴을 붙잡고 해안으로 헤엄쳐 돌아간다.

## 출연
- 로이 샤이더 (Roy Scheider) - 마틴 브로디
- 로버트 쇼 (Robert Shaw) - 퀸트
- 리차드 드레이퍼스 (Richard Dreyfuss) - 맷 후퍼
- 러레인 게리 (Lorraine Gary) - 엘런 브로디
- 머리 해밀턴 (Murray Hamilton) - 래리 본
- 칼 고틀리브 (Carl Gottlieb) - 벤
- 제프리 크레이머 (Jeffrey Kramer) - 레니

## 한국판 성우진 (KBS, 1984년 1월 2일)
- 송두석 - 마틴 브로디 (로이 샤이더)
- 김병관 - 퀸트 (로버트 쇼)
- 김도현 - 매트 후퍼 (리차드 드레이퍼스)
- 최응찬 - 래리 본 (머리 해밀턴)
- 박민아 - 마틴 아내 (로레인 게리)
- 이윤선
- 장정진

## 수상
1976년 미국 아카데미 시상식 음악상, 편집상, 음향상
1976년 골든 글로브 시상식 음악상
1976년 영국 아카데미 시상식 안소니 아스퀴스상

## 같이 보기
- 죠스 2
- 죠스 3
- 죠스 4
- 마서스비니어드 - 영화 죠스의 촬영지